# Bambang
Bambang, officiellement la Municipalité de Bambang, est une commune dans la province de Nueva Vizcaya, aux Philippines. Selon le recensement de 2020, la population s'établit à 55 789 personnes.
La municipalité est connue pour ses sources salées au Monument Naturel de Salinas.